# ナイトムーヴス賞
ナイトムーヴス賞（ナイトムーヴスしょう、NightMoves Awards）は、1987年に『スポーツ・サウス』という名前で創刊された、フロリダ州オールドスマーを拠点とする雑誌『ナイトムーヴス』から授与されるポルノ映画の賞。
この賞は1993年に始まり、当初は中部フロリダアダルトエンターテインメント賞（Central Florida Adult Entertainment Awards）と呼ばれていた。今も続いている賞としては、アメリカ合衆国において、AVNアワードとXRCO賞に次いで3番目に古いアダルト賞である。